# Catedral de San José (Balanga)
La Catedral de San José de Balanga es un edificio religioso católico en la ciudad de Balanga, Bataán, en Filipinas. Es la sede de la diócesis de Balanga, que comprende toda la provincia civil de Bataán. El actual rector y párroco de la catedral es el padre Abraham Pantig.
Durante la invasión japonesa, la catedral fue utilizada como emplazamiento de artillería para bombardear el Monte Samat, donde las tropas filipino-estadounidenses dieron su última batalla. Fue renovada después por el primer obispo de la Diócesis, Monseñor Celso Guevara.